# Fannii

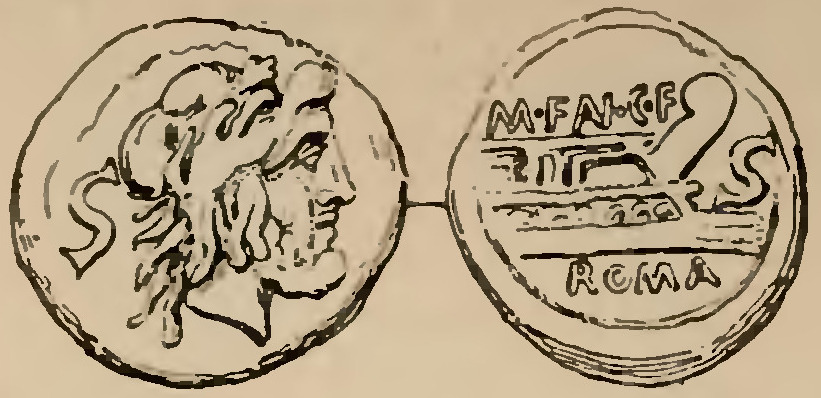
Monnaie consulaire : Un membre de la gens Fannii - République de Rome - (gravure extraite de Description historique et chronologique des monnaies de la République romaine, par Ernest Babelon).

La gens Fannii ou gens Fannia est une famille plébéienne de la Rome antique, qui apparaît pour la première fois dans l'histoire au IIe siècle av. J.-C. Le premier membre de cette gens à atteindre le consulat est Caius Fannius Strabo, en 161 av. J.-C..

## Origine
Le nomen Fannius appartient à une grande classe de gentilicia dont l'origine est incertaine. Chase le dérive d'un cognomen obscur, Fadus.

## Prédomina
Les seuls praenomina associés aux Fannii sont Caius, Marcus et Lucius.

## Branches et cognomina
La seule famille distincte de la gens Fannii pendant la République portait le surnom de Strabo, donné à l'origine à quelqu'un qui louchait,.C'était l'un d'une grande classe de noms de famille dérivés des caractéristiques physiques du porteur. D'autres noms de famille apparaissent sous l'Empire, dont Quadratus, (« carré »), et Caepio (« oignon »),, mais ceux-ci semblent avoir été des noms personnels, puisqu'ils ne semblent pas être transmis aux descendants des porteurs.

## Membres

### Sous la République

#### Fannii Strabo
- Caius (Fannius), (v. -250 - ?)
  - Caius Fannius, (v. -225 - ap. -187), tribun de la plèbe[a 1];
    - Caius Fannius  Strabo, (v. -205 - ap. -154), consul en -161[a 2],[a 3],[a 4],[a 5]
      - Caius Fannius, (v. -170 - ap. -113), tribun de la plèbe, préteur, ambassadeur en -113[a 6],[a 7],[a 8],[a 9],[6],[7].

    - Marcus Fannius, (v. -200 - ?);
      - Caius Fannius Strabo, (v. -165 - ap. -122), consul en -122 Il a été tribun de la plèbe et élu consul sous l'influence de Caius Gracchus, mais une fois en fonction, il soutint l'aristocratie et s'opposa aux mesures de Gracchus. Il a publié une proclamation ordonnant à tous les alliés de quitter Rome et s'est prononcé contre la proposition de Gracchus d'étendre la franchise aux Latins. Le discours de Fannius était considéré comme un chef-d'œuvre à l'époque de Cicéron[a 10],[a 11],[a 12],[a 13],[8].

#### Autres
- Fannia, l'épouse de Caius Titinius, qui l'a épousée afin de prendre le contrôle de ses biens considérables. Caius Marius a intercédé en sa faveur lorsque Titinius l'a répudiée mais a tenté de lui voler sa dot, et en signe de gratitude, Fannia a fourni un abri à Marius lorsqu'il s'est réfugié à Minturnae en tant que fugitif en 88 av. J.-C.[a 14],[a 15]
- Caius Fannius, chevalier romain, qui se disait frater germanus de Titinius, et a eu quelques transactions avec Caius Licinius Verres en 84 av. J.-C.[a 16]
- Marcus Fannius, l'un des juges dans l'affaire Sextus Roscius d'Amélia, en 80 av. J.-C.[a 17].
- Lucius Fannius, a servi avec Lucius Magius dans l'armée du légat Caius Flavius Fimbria, dans la guerre contre Mithridate, en 84 av. J.-C. Ils ont déserté et ont rejoint Mithridate, sous lequel ils ont servi pendant de nombreuses années. Ils ont été déclarés ennemis publics par le sénat[a 18],[a 19],[a 20],[a 21],[a 22].
- Caius Fannius Chaereas ou Chaerea, affranchi d'origine grecque, dont l'esclave fut confié à l'acteur Quintus Roscius Gallus pour l'entraînement à son art. Après l'assassinat de l'esclave, Roscius a obtenu une ferme en compensation et Chaereas l'a poursuivi pour sa part de la propriété. Roscius a été défendu par Cicéron, qui a saccagé le caractère et l'apparence[Quoi ?] de Chaereas[a 23].
- Caius Fannius, l'un des accusateurs de Publius Clodius Pulcher en 61 av. J.-C. Deux ans plus tard, il est mentionné par Lucius Vettius comme complice d'un prétendu complot contre Pompée. En 36, il abandonne Pompée et passe chez Marc Antoine[a 24],[a 25].
- Caius Fannius, tribun de la plèbe en 59 av. J.-C., lorsqu'il se laisse utiliser par Marcus Bibulus pour s'opposer à la loi agraire de César. Partisan de Pompée, il se rend comme préteur en Sicile en 49 av. J.-C. . La chute de Pompée l'année suivante semble avoir provoqué sa chute[a 26].
- Fannius, l'un des commandants sous Caius Cassius Longinus en 42 av. J.-C.[a 27]

### Sous le Principat
- Fannius Quadratus, un contemporain d'Horace, qui parle de lui avec mépris comme d'un parasite de Tigellius Hermogenes. C'était un de ces poètes romains envieux qui essayaient de déprécier Horatius, parce que ses écrits jetaient les leurs dans l'ombre[a 28],[9].
- Fannius Caepio, a conspiré avec Murena contre Auguste en 22 av. J.-C. Il a été accusé de majestas par Tibère, et condamné par les juges en son absence et a été mis à mort peu de temps après[a 29],[a 30],[a 31],[a 32]
- Fannia, la seconde épouse d'Helvidius Priscus, accompagna son mari en exil sous le règne de Néron, puis sous Vespasien. Après la mort de son mari, elle persuada Herennius Senecio d'écrire sa biographie, mais à la suite de sa publication, Herennius fut mis à mort par Domitien et envoyée en exil[a 33],[a 34]
- Publius Fannius Synistor, propriétaire de la Villa Boscoreale, enterrée lors de l'éruption du Vésuve en 79 apr. J.-C.
- Caius Fannius, contemporain de Pline le Jeune, et auteur d'un ouvrage sur la mort des personnes exécutées ou exilées par Néron, sous le titre d' Exitus Occisorum aut Relegatorum . Il se composait de trois livres, mais d'autres auraient été ajoutés si Fannius avait vécu plus longtemps. L'ouvrage semble avoir été très populaire à l'époque, tant par son style que par son sujet[a 35].
- Caius Fannius Iunianus, préfet de cohorte[b 1],[b 2].